# Bebo Valdés
Bebo Valdés, właśc. Dionisio Ramón Emilio Valdés Amaro (ur. 9 października 1918 w Quivicán na Kubie, zm. 22 marca 2013 w Sztokholmie w Szwecji) − kubański pianista, kompozytor, aranżer. Jedna z największych gwiazd kubańskiej muzyki XX wieku.
Karierę zaczynał od występów w nocnych klubach Hawany, w latach 40−XX wieku, grając zarówno jazz kontynentalny jak i tradycyjne rytmy kubańskie i afrykańskie. W 1948 r., został głównym pianistą i aranżerem w orkiestrze słynnego hawańskiego klubu Tropicana co zagwarantowało mu popularność i uznanie. 
Kubę opuścił w 1960 r., po zwycięstwie rewolucji i dojściu do władzy Fidela Castro. W kraju zostawił żonę i pięcioro dzieci, samemu wyjeżdżając do Meksyku. Osiedlił się w Sztokholmie w Szwecji i założył nową rodzinę. Przez wiele lat pracował jako pianista w lokalnych restauracjach i hotelowych barach. Kontynuował także działalność kompozytorską. 
Ponowną popularność przyniosło mu wydanie albumu Bebo Rides Again w 1994 r. Następnie pojawił się w głośnym dokumencie muzycznym Calle 54 (Ulica 54) w reżyserii Fernando Trueba. W 2010 r., miał swoją premierę brytyjsko-hiszpański film animowany Chico & Rita (Chico i Rita), w reżyserii Javiera Mariscala, Fernando Trueba i Tono Errando. Tytułowa postać Chico była luźno inspirowana osobą Bebo Valdésa, a Rity wokalistką Ritą Montaner. Valdés był także autorem muzyki do filmu. Produkcja była w 2012 r., nominowana w kategorii najlepszy długometrażowy film animowany podczas 84 ceremonii wręczenia Oscarów.
W ostatnich latach artysta mieszkał w Hiszpanii, jednak na miesiąc przed śmiercią wrócił do Szwecji gdzie zmarł 22 marca 2013 r., w wieku 94 lat. Jego synem z pierwszego małżeństwa jest Chucho Valdés − znany kubański pianista, kompozytor i aranżer.